# Ștefăneștii de Jos
Ștefăneștii de Jos è un comune della Romania di 4 277 abitanti, ubicato nel distretto di Ilfov, nella regione storica della Muntenia. 
Il comune è formato dall'unione di tre villaggi: Crețuleasca, Ștefăneștii de Jos, Ștefăneștii de Sus.